# Natal'ja Pečënkina
Natal'ja Aleksandrovna Burda, coniugata Pečënkina e, successivamente, Čistjakova (in russo Наталья Александровна Бурда-Печёнкина-Чистякова?; Južno-Sachalinsk, 15 luglio 1946), è un'ex velocista sovietica, specializzata nei 400 metri piani.

## Biografia
Nel 1968 fu medaglia d'oro ai Giochi europei indoor di Madrid nei 400 metri piani.
Sempre nel 1968 prese parte ai Giochi olimpici di Città del Messico, dove fu medaglia di bronzo nei 400 metri piani alle spalle della francese Colette Besson (che fece registrare il nuovo record olimpico) e della britannica Lillian Board.
Dopo il matrimonio con l'atleta sovietico Valentin Čistjakov nel 1970, nel 1971 partecipò ai campionati europei indoor di Sofia, vincendo la medaglia d'oro nella staffetta 4×200 metri; nello stesso anno fu medaglia di bronzo nella Staffetta 4×2 giri ai campionati europei di Helsinki.
Nel 1972 tornò a partecipare ai Giochi olimpici di Monaco di Baviera: non superò le fasi di qualificazione dei 400 metri piani, ma si classificò ottava nella staffetta 4×400 metri.
Suo figlio, Viktor Čistjakov, si classificò quinto nel salto con l'asta ai Giochi olimpici di Sydney 2000, mentre le sue nipoti Elizabeth e Vicky Parnov sono atlete di alto livello rappresentanti l'Australia.

## Palmarès
| Anno | Manifestazione  | Sede              | Evento                | Risultato      | Prestazione | Note                          |
| ---- | --------------- | ----------------- | --------------------- | -------------- | ----------- | ----------------------------- |
| 1968 | Europei indoor  | Madrid            | 400 metri piani       | Oro            | 55"29       | Record dei campionati         |
| 1968 | Europei indoor  | Madrid            | Staffetta 4×1 giro    | dq             | dq          |                               |
| 1968 | Giochi olimpici | Città del Messico | 400 metri piani       | Bronzo         | 52"2        | Miglior prestazione personale |
| 1971 | Europei indoor  | Sofia             | Staffetta 4×200 metri | Oro            | 1'37"1      |                               |
| 1971 | Europei         | Helsinki          | Staffetta 4×2 giri    | Bronzo         | 3'34"10     |                               |
| 1972 | Giochi olimpici | Monaco di Baviera | 400 metri piani       | Qualificazione | 54"58       |                               |
| 1972 | Giochi olimpici | Monaco di Baviera | Staffetta 4×400 metri | 8ª             | 3'31"89     |                               |

## Campionati nazionali
- 3 volte campionessa sovietica nei 400 metri piani (1968, 1969, 1971)
- 1 volta campionessa sovietica nella staffetta 4×100 metri (1968)
- 2 volte campionessa sovietica nella staffetta 4×400 metri (1971, 1972)